# Borowa Góra (Wolin)
Borowa Góra – wzniesienie na wyspie Wolin, na Pagórkach Lubińsko-Wapnickich, w Wolińskim Parku Narodowym, ok. 0,7 km na południe od przysiółka Trzciągowo.
Nazwę Borowa Góra wprowadzono urzędowo rozporządzeniem w 1949 roku, zastępując poprzednią niemiecką nazwę Burow Berg.